# لاك مارغوريت (كيبك)
لاك مارغوريت (بالإنجليزية: Lac-Marguerite, Quebec)‏ هي منطقة غير المنظمة في كيبيك تقع في كندا في Antoine-Labelle Regional County Municipality. يقدر عدد سكانها بـ 0 نسمة ومساحتها 923.00 كم2 .